# Värnamo socken
Värnamo socken i Småland ingick i Östbo härad i Finnveden, uppgick 1947 i Värnamo stad och området är sedan 1971 en del av Värnamo kommun i Jönköpings län, från 2016 inom Värnamo distrikt.
Socknens areal är 207,07 kvadratkilometer, varav land 187,36. År 2000 fanns här 19 119 invånare. Hörle med Hörle bruk samt tätorten Värnamo med sockenkyrkan Värnamo kyrka ligger i socknen. 

## Administrativ historik
Värnamo socken har medeltida ursprung.
Vid kommunreformen 1862 övergick socknens ansvar för de kyrkliga frågorna till Värnamo församling och för de borgerliga frågorna till Värnamo landskommun. Ur landskommunen bröts Värnamo köping ut 1871 efter att tidigare där varit en municipalköping. Landskommunen inkorporerades 1947 i Värnamo stad som sedan 1971 uppgick i Värnamo kommun.
1 januari 2016 inrättades distriktet Värnamo, med samma omfattning som Värnamo församling hade 1999/2000, och vari detta sockenområde ingår.
Socknen har tillhört samma fögderier och domsagor som Östbo härad. De indelta soldaterna tillhörde Jönköpings regemente, Östbo kompani och Smålands grenadjärkår, Sunnerbo och Jönköpings kompani.

## Geografi
Värnamo socken ligger vid Lagan och Vidöstern och tangerar i norr Store Mosse nationalpark. Socknen består av flack sandmomark och mossmark utmed Lagadalen och utanför denna höglänt bergig skogsmark.

## Fornlämningar

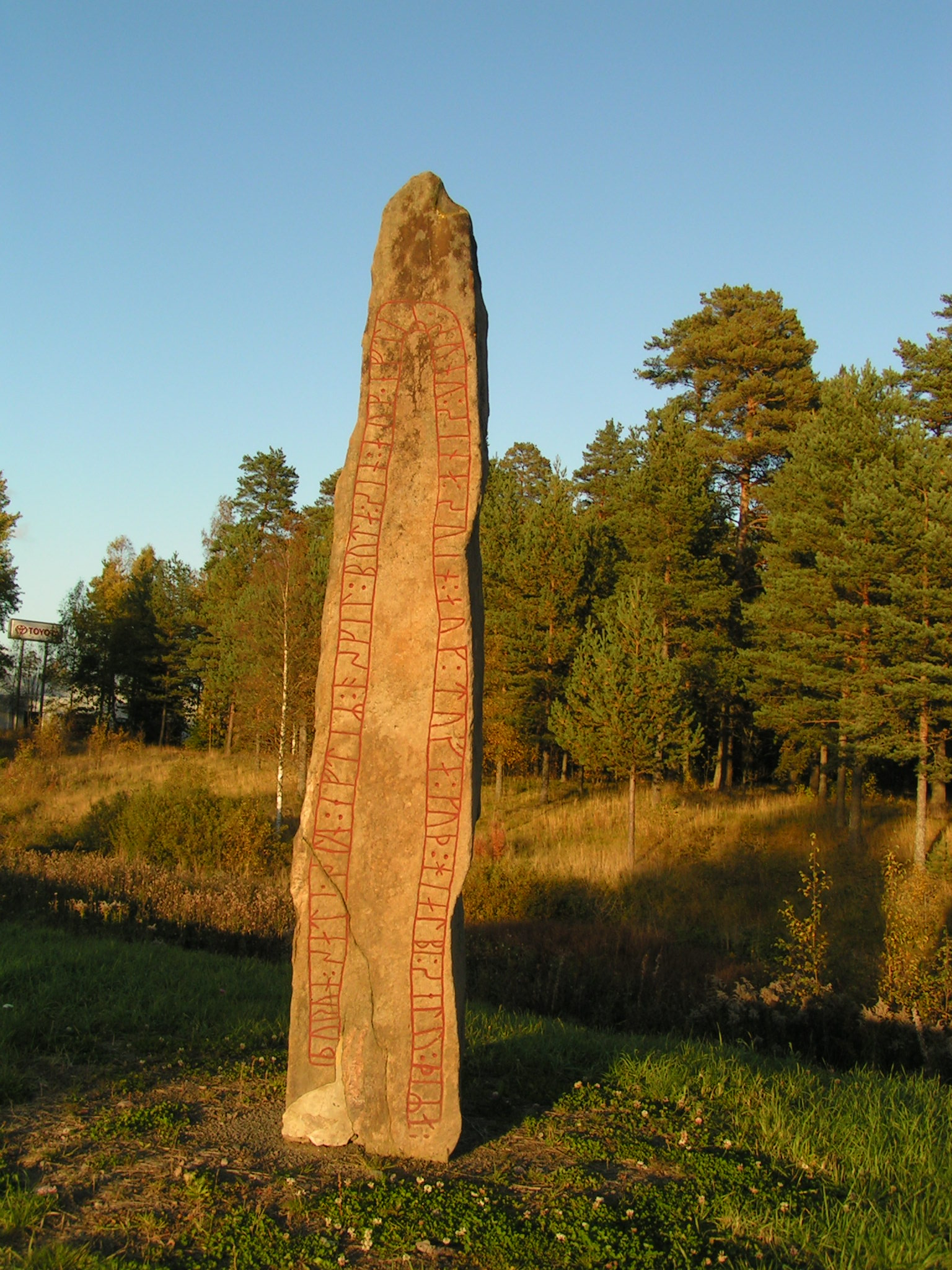
Smålands runstenar 64 i Västhörja

Två hällkistor och några boplatser från stenåldern, flara gravrösen från bronsåldern och ett 30-tal järnåldersgravfält finns eller har funnits här. Två runristning är kända, en vid kyrkan (nu borta) och en vid Västhorje.

## Namnet
Namnet (1236 Warnnamo), taget från kyrkbyn, har som förledet värn efterledet mo.

### Fotnoter
1. 1 2 3  Svensk Uppslagsbok Värnamo socken
2. 1 2  Harlén, Hans; Harlén Eivy (2003). Sverige från A till Ö: geografisk-historisk uppslagsbok. Stockholm: Kommentus. Libris 9337075. ISBN 91-7345-139-8
3. ↑  Administrativ historik för Värnamo socken (Klicka på församlingsposten). Källa: Nationella arkivdatabasen, Riksarkivet.
4. ↑  Indelta soldater, torp och rotar i Jönköpings län Arkiverad 24 januari 2012 hämtat från the Wayback Machine. Jönköpingsbygdens Genealogiska Förening
5. 1 2  Sjögren, Otto (1931). Sverige geografisk beskrivning del 2 Östergötlands, Jönköpings, Kronobergs, Kalmar och Gotlands län. Stockholm: Wahlström & Widstrand. Libris 9939
6. 1 2 3  Nationalencyklopedin
7. ↑  Fornlämningar, Statens historiska museum: Värnamo socken
8. ↑  Fornminnesregistret, Riksantikvarieämbetet: Värnamo socken Fornminnen i socknen erhålls på kartan genom att skriva in sockennamn (utan "socken") i "Ange geografiskt område"